# Чукву, Дэниел Чима
Дэниэл Чима Чукву (англ. Daniel Chima Chukwu; 4 апреля 1991, Кано, Нигерия) — нигерийский футболист, нападающий китайского клуба «Тайчжоу Юаньда».

## Клубная карьера
Чукву начал профессиональную карьеру на родине в клубе «Буссдор Юнайтед». В 2010 году Дэниэл перешёл в норвежский «Люн». 5 апреля в матче против «Будё-Глимт» он дебютировал в Первой лиге Норвегии. В этом же поединке Чукву забил свой первый гол за «Люн». Летом того же года Дэниэл подписал контракт с «Мольде». 1 августа в матче против «Бранна» он дебютировал в Типпелиге. 25 апреля 2011 года в поединке против «Бранна» Чукву забил свой первый гол за «Мольде». В том же году Чукву помог клубу выиграть чемпионат. 30 сентября 2012 года в поединке против «Стабека» Дэниел сделал хет-трик. В 2012 году в матчах Лиги Европы против немецкого «Штутгарта», датского «Копенгагена» и румынского «Стяуа» он забил по голу. В том же году Чукву вновь стал чемпионом Норвегии. В 2014 году он забил 11 мячей и в третий раз завоевал золотые медали первенства.
В начале 2015 года Чукву перешёл в китайский «Шанхай Шэньсинь». 8 марта в матче против «Шанхай Гринлэнд Шеньхуа» он дебютировал в Суперлиге Китая. В этом же поединке Дэниел забил свой первый гол за «Шанхай Шэньсинь».
В начале 2017 года Чукву перешёл в польскую «Легию». 17 апреля в матче против «Короны» он дебютировал в польской Эсктраклассе. В своём дебютном сезоне Дэниел стал чемпионом Польши. В начале 2018 года Чукву вернулся в «Мольде», а в феврале 2019 года отправился в аренду в китайский клуб Первой лиги «Хэйлунцзян Лава Спринг».

## Достижения
Командные
«Мольде»
- Чемпионат Норвегии по футболу (3) — 2011, 2012, 2014
- Обладатель Кубка Норвегии (2) — 2013, 2014

«Легия»
- Чемпионат Польши по футболу — 2016/2017